# Juan Carlos Masnik
Juan Carlos Masnik Hornos (El Tala, 2 marzo 1943 – 23 febbraio 2021) è stato un calciatore uruguaiano, di ruolo difensore.

## Carriera

### Club
Con il Cerro, nelle vesti del New York Skyliners, partecipa all'unica edizione del campionato nordamericano dell'United Soccer Association, lega che poteva fregiarsi del titolo di campionato di Prima Divisione su riconoscimento della FIFA, nel 1967: quell'edizione della Lega fu disputata utilizzando squadre europee e sudamericane in rappresentanza di quelle della USA, che non avevano avuto tempo di riorganizzarsi dopo la scissione che aveva dato vita al campionato concorrente della National Professional Soccer League. Con i Skyliners non superò le qualificazioni per i play-off, chiudendo la stagione al quinto posto della Eastern Division.

### Nazionale
Con la nazionale uruguaiana ha preso parte ai Mondiali 1974.

## Palmarès

### Club

#### Competizioni nazionali
- Campionato uruguaiano: 3

Nacional: 1963, 1971, 1972

#### Competizioni internazionali
- Coppa Libertadores: 1

Nacional: 1971
- Coppa Intercontinentale: 1

Nacional: 1971
- Coppa Interamericana: 1

Nacional: 1971